# Blodvejen
Blodvejen er en vejstrækning på den nuværende E6 (tidligere riksvei 50) mellem Botn og Saltnes i Saltdal. Vejen blev bygget af krigsfanger - de fleste jugoslaviske, men også nogle sovjetiske - under anden verdenskrig. I nærheden ligger en jugoslavisk kirkegård med over 1.600 grave. Den konkrete begivenhed, der gav vejen sit navn, var et kors af blod, der blev malet på bjergvæggen i 14. juli 1943. Blodet kom fra krigsfangen Milos Banjac, der blev skudt i vejkanten af en Wehrmacht-vagt. Korset blev malet af hans bror.
Krigsfangerne hørte til i en primitiv fangelejr i bygden Botn, knapt 2 km fra Rognan, hvor de blev udsat for sult, hårdt arbejde og en grusom behandling. Botn-lejren blev først ledet af SS, der også udførte massehenrettelser. Da Wehrmacht overtog lejren i oktober 1943, blev forholdene gradvis bedre, efterhånden som Røde Kors fik kendskab til stedet og gennemførte inspektioner. De yngste fanger var kun tolv år. Dødeligheden var høj, men man har kun omtrentlige tal på indsatte - beregnet ud fra de overlevendes vidneforklaringer.
I 1942 ville det tyske Reichskommissariat udbygge riksvei 50, og bad om sovjetiske krigsfanger som tvangsarbejdere. Da det ikke gik, fik de en aftale med SS i Serbien om fanger fra Jugoslavien - lokale partisaner i kamp mod tyskerne i skove og bjerge, og civile mistænkt for at yde partisanerne hjælp. I juni 1942 kom 2.600 til Norge bevogtet af SS, der havde ansvaret for fangelejrene. Men blandt vagterne var der også 400 hirdmænd og andre nordmænd, der deltog i drab på fanger.
Der var optil 18 lejre fra Saltfjellet og nordpå til Saltdalsfjorden, hvor krigsfangerne blev bedre behandlet. I retsopgøret efter krigen blev lejrene omtalt som udryddelseslejre. Det rystede norske myndigheder, at nordmænd helt ned i 16-årsalderen havde været en del af lejrens vagtstyrke. De unge var medlemmer af "Hirdvagtbataljonen" (NS Ungdomsfylking) og havde behandlet krigsfangerne grusomt. Under retsopgøret fik flere af de norske vogtere fængselsstraffe, mens syv af de omkring 20 SS-officerer fra lejrene Beisfjord og Øvre Jernvann blev sendt til Beograd i foråret 1946. Alle fik dødsstraf.

## Baggrund
Set i forhold til befolkningens størrelse var Norge det land i Europa, som tyskerne sendte flest fanger til. Nazisternes racehierarki var et intrikat system, og fangerne blev behandlet med varierende grad af brutalitet og tvang, ud fra race, nationalitet og status. Bedst behandling fik civile tvangsarbejdere, der ikke kom fra Sovjetunionen, mens de jugoslaviske fanger frem til april 1943 var den gruppe, der blev udsat for de værste grusomheder. Da de ikke var taget til fange i krig, men arresteret af det tyske marionetregime, der kaldte sig Den uafhængige stat Kroatien, gjaldt aftalerne om behandling af krigsfanger ikke for dem.
Nordlandsbanen gik i 1940 ikke længere nord end til Mosjøen, og på hovedvejene var der mange færgestrækninger. Hitler ville have riksvei 50 gjort vintersikker helt frem til Lakselv. Jernbanen skulle føres nordpå til Narvik og Kirkenes, den vigtige tyske base, der forsynede Litza-fronten med tropper og krigsmateriel. I oktober 1941 gav Hitler Organisation Todt ordre om iværksættelse straks og med alle midler. Polareisenbahn skulle frem til Kirkenes. Øverstkommanderende i Norge, generaloberst Nikolaus von Falkenhorst, forlangte 145 000 krigsfanger til rådighed for at få jernbanen frem til Kirkenes i løbet av fire år. I første omgang blev 30.000 krigsfanger sat ind for at bygge jernbane mellem Mosjøen og Tysfjord. Organisation Todt havde ansvar for al vejudbygning i de tyskbesatte lande, og en underafdeling kaldet Einsatzgruppe Wiking fik ansvaret for jernbanebygningen mellem Mo i Rana og Fauske.
For at opbygge forsvarsværker mod de allierede og anlægge veje, blev jugoslaviske krigsfanger sendt gennem Centraleuropa til Stettin ved Østersøen. De kom med skib til enten Bergen eller Trondheim, og videre nordpå til fem hovedlejre. Den nordligste lå i Karasjok, mens lejren i Beisfjorden var den største. I Saltdal lå Botn-lejren, og i det sydlige Nordland lå Osen- og Korgen-lejren. Disse fem første lejre var kendt som "serber-lejrene". Dertil var der mange små lejre rundt omkring i Nord-Norge. Mellem Korgen og Narvik alene lå der på det meste 50 lejre, med omkring 30 000 fanger.
24. juni 1942 gled skibet Kerkplein ind mod Narvik havn. På Fagernes kaj blev 900 fanger landsat for at gå de ti km til Beisfjord til fods. Undervejs til lejren faldt fanger om af udmattelse, og vagter slo dem med stokker eller stak dem med bajonetter. Fem fanger døde langs vejen, én blev skudt. Beisfjord var lejre, hvor det største antal fanger døde, 748 af 900 fanger døde på fire måneder. De måtte ikke gå ind i barakkerne mellem kl 5 om morgenen og kl 20 aften. Selv i regn og kulde måtte de gå halvnøgne, og maden bestod af kun 250 gram brød hver dag, lidt margarine og en suppe med lidt grøntsager i.
Fra juni 1942 til marts 1943 var der i de norske fangelejre adskillige eksempler på henrettelser eller massakrer på jugoslaver (eksempelvis Beisfjord-massakren og henrettelserne på Bjørnfjell). Ved et tilfælde skød tyskerne 27 fanger ved Ulven udenfor Bergen, og 26 blev skudt i Tromsø ved et skibsanløb. I begge tilfælde blev fangerne informeret om, at de syge skulle på sygehus. I Karasjok-lejren, på Botn, i Korgen og i Osen-lejren fjernede SS grupper på 10-50 syge fanger og lod dem skyde.
Jugoslaverne arbejdede på Blodvejen fra Rognan; på strækningen Elsfjord-Korgen; på Bjørnfjell-vejen mod Kiruna, og på vejen mellem Karasjok og den finske grænse. Kører man mod nord fra Trondheim på E6, kommer man til en tunnel åbnet i 2005. Tidligere gik E6 over Korgfjellet, først bygget af norske arbejdere, men det syntes tyskerne gik for langsomt, og sommeren 1942 byggede de en lejr på hver side af bjerget med 400 jugoslaviske fanger i hver. 646 jugoslaver døde under bygningen af vejen over Korgfjellet. Nord for Saltfjellet blev færgeforbindelsen mellem Rognan og Langset anset som en flaskehals og forhindring. Tyskerne ville have en vejforbindelse via bygden Botn inderst i Saltdalsfjorden.
Der var 31 lejre mellem Bergen og Hammerfest under anden verdenskrig. SS-Sturmbannführer Hermann Dolp havde hærget i Dachau og Sachsenhausen, og i den del af Belzec, der fungerede som arbejdslejr. Han blev regnet blandt de grusomste af SS-officererne. Nu blev han kommandant i Osen-lejren. I Korgen-lejren hed kommandanten Karl Hesse.
Nogle hundrede bosniske muslimer var blandt krigsfangerne i Norge, men vidnesbyrd om dem findes kun på en britisk liste fra 1945. Efter at de blev sendt fra Norge til Berlin, er der ingen spor af dem, hævder den kroatiske filosof Gorana Ognjenovic. Hun mener, at Jugoslavien ikke ønskede at få disse fanger tilbage.

### Vejvæsenet og jernbanen
Arbejdet udførtes af hold på omkring 20 fanger. Hvert hold var ledet af to (nogle gange en enkelt) medarbejdere i vejvæsenet. Personale fra vejvæsenet tjente som sprængførere og anlægschef lokalt.
Helgeland vejkontor sendte Vejdirektoratet et klagebrev få dage efter, at jugoslaverne var sat i arbejde hos dem. Den ansvarlige ingeniør rapporterede, at de norske vejarbejdere blev urolige af at arbejde sammen med jugoslaverne, der knapt nok havde mad eller tøj. Fra Karasjok blev meldt, at jugoslaverne var "skind og ben", men om vejvæsenet forlangte bedre forhold for fangerne, ville det forbedre eller forværre situationen? Mens vejvæsenet nølede, døde jugoslaverne. En mistænkelig brand i Vejdirektoratet efteråret 1943 har noget af skylden. Efter krigen besluttede vejvæsenets ledere aldrig at omtale det, der var sket.
En lokal ansat i vejvæsenet sørgede ofte for at lægge for lidt dynamit i sprængladningen, så fangerne fik en længre hvilepause. De fik også hans madpakke. Men få uger efter ankomst begyndte drabene. På vej til anlægget en morgen dræbte en norsk vagt en fange og sårede tre. Han mente, de forsøgte at flygte. På den tid bad tyskerne også syge fanger om at træde frem, så de kunne komme på sygehus. Fire meldte sig og blev i stedet dræbt. Da en fange lykkedes i at flygte og gemme sig i en lade, men faldt i søvn og blev fundet, prøvede han at begå selvmord. Det blev forhindret, han blev frygtelig mishandlet og slæbt tilbage til lejren. Fra da af blev SS og kapoerne værre, der opstod sygdomssmitte og blev flere drab.
NSB sagde først nej til at benytte krigsfanger som arbejdskraft på Sørlandsbanen, men takkede ja på Nordlandsbanen. Overingeniør Bjarne Vik var den første i NSB, der gik ind for at få krigsfanger sat i arbejde på Nordlandsbanen. I maj 1944 blev Vik ny generaldirektør i NSB. Efter krigen blev han dog arresteret for at have samarbejdet med tyskerne, men sagen blev henlagt. Vik måtte imidlertid ikke fortsætte i NSB, men blev sat til at bygge Oslos T-bane.
Kommandant for Botn fangelejr var Fritz Kiefer. Han drev vogterne hårdt med "øvelser" hver søndag, og både de og fangerne blev mishandlet. Kiefer fik lavet en stålhammer med en pig i den ene enden. Den yndede han slå efter fanger og vogtere med, hvilket gav ham øgenavnet "Hammeren". Efter krigen forklarede både fanger og vogtere, hvordan han havde yndet at slå og pine andre. Han tolererede dog at blive skældt ud af en ældre kone i området, Julie, der stak madpakker til fangerne ind i gemmesteder rundt om.
I foråret 1944 fik fangerne officiel status som krigsfanger, og den 1. juni blev de alle sendt til en lejr på Lillealmenningen (også kendt som Pothus-lejren) lidt længere syd i Saltdal og senere til en ny lejr på Saltfjellet kaldet Lager Polarkreis (= Polarcirkel-lejren). I 1944 fik jugoslaverne status som krigsfanger, og derved bedre behandling.

## Undersøgelse og retssager efter krigen
Efter krigen hedder det i en dom fra Eidsivating lagmannsrett i 1947: "Det synes utvivlsomt, at man her har stået overfor rene tilintetgørelseslejre, og at formålet var systematisk at udrydde samtlige fanger. Ved sult, mishandling og hårdt arbejde blev fangernes helse planmæssigt nedbrudt, hvorefter de enten døde eller blev aflivet som ubrugelige." Sommeren 1942 ankom omkring 2.500 jugoslaviske krigsfanger til disse fem lejre. Den næste sommer var kun omkring 750 i live. Til sammenligning var der i lejren Bakken længre oppe i Saltdal ingen dødsfald i løbet af tre år. Kommandantens personlige karakter var altafgørende for forholdene i den enkelte lejr.
En tidligere vagt i Botn-lejren blev i Eidsivating lagmannsrett kendt skyldig i drab på én fange, samt flere tilfælde af mishandling. Høyesterett forkastede anken, men manden blev ikke henrettet, og dommen blev efter genoptagelse omstødt til 14 års tvangsarbejde. I alt blev 21 vagter dømt for til sammen 25 drab, seks blev tiltalt for at have været delagtige i henrettelser, 29 blev dømt for mishandling, og enkelte for at have udøvet vagttjeneste. De fleste vidner var døde eller lod sig ikke opspore, og de anklagede var selv vidner. Fire personer blev dømt til livsvarigt tvangsarbejde, to fik 20 års fængsel, resten fik domme på mellem seks og et halvt og 17 års fængsel. Den yngste var kun 15 år gammel, da han begik handlingerne.
En tidligere vagt, den 49-årige Olaf Aleksander Gamborg Nilsen fra Drammen, blev 9. oktober 1947 dømt til døden for drab på fire fanger i Korgen-lejren. Højesteret afsagde også her enstemmig dødsdom. Alligevel blev den dømte senere benådet. Det ene drab var dog også til fangernes fordel. En jugoslav ved navn Stephan Besselmann, tidligere bokser af herkomst, af kommandant Hesse udnævnt til kapo, var yderst brutal mod sine medfanger. Han havde slået elleve af dem ihjel. Nogle af de norske vagter frygtede ham. Til sidst enedes de om at få ham dræbt, og da Nilsen blev sat på samme vagt som Besselmann, skød han ham ned bagfra med et skud i korsryggen og et nakkeskud. Han sørgede bare for at forklare, at Besselmann var skudt under flugt. Petrowitz Milisave forklarede fra sit fangeskab, at han mente Gamborg Nilsen havde dræbt i hvert fald 100 fanger. En af hans metoder var at smide en cigaretstump på jorden, og når en fange bøjede sig for at tage den op, blev han skudt af Gamborg Nilsen, der udlagde situationen som et flugtforsøg. Det blev Gamborg Nilsen rost for af lejrchefen.

## Mindeceremonier
Et mindesmærke ved Botn blev indviet i september 1954. En delegation fra Jugoslavien var til stede ved ceremonien, herunder tre tidligere fanger. De norske myndigheder var blandt andre repræsenteret ved generalmajor Arne Dagfin Dahl.
Den 22. juni 2017 deltog kong Harald i en mindeceremoni på den jugoslaviske krigskirkegård i Botn som omkom i lejren.

## I populærkultur
- Filmen Blodveien fra 1955.[32]
- Romanen Svart frost (2012) af journalisten Asbjørn Jaklin[33] (no) lægger handlingen til Blodvejen.[34]